# Persone di cognome Bianchi
| Questa pagina contiene informazioni ricavate automaticamente dalle voci biografiche con l'ausilio del template Bio e di un bot. L'aggiornamento è periodico e automatico e ricostruisce completamente la pagina. Se manca una persona in questa lista, sei pregato di non aggiungerla, ma accertati piuttosto che la sua voce biografica contenga il template Bio e che i dati anagrafici siano correttamente compilati. Se il template Bio manca, inseriscilo tu stesso o, in alternativa, metti l'avviso {{tmp\|Bio}} che ne segnala la mancanza. Se i dati riportati sono sbagliati, correggi direttamente la voce biografica; le modifiche saranno visibili in questa lista entro pochi giorni. Per chiarimenti vedi il progetto antroponimi. La lista contiene solo le 223 persone che sono citate nell'enciclopedia e per le quali è stato implementato correttamente il template Bio. Pagina aggiornata al 23 lug 2025. |

Questa è una lista di persone presenti nell'enciclopedia che hanno il cognome Bianchi, suddivise per attività principale.

## Allenatori di calcio(2)
- Andrea Bianchi, allenatore di calcio e ex calciatore italiano (Genova, n. 1969)
- Rolando Bianchi, allenatore di calcio e ex calciatore italiano (Lovere, n. 1983)

## Antifascisti(1)
- Carlo Bianchi, antifascista italiano (Milano, n. 1912 - Carpi, † 1944)

## Architetti(7)
- Francesco Bianchi, architetto italiano (Roma, n. 1682 - Roma, † 1742)
- Giovanni Battista Bianchi, architetto e scultore italiano (Verona, n. 1631 - † 1687)
- Andrea Bianchi, architetto italiano (Campione d'Italia, n. 1677 - Córdoba, † 1740)
- Giuseppe Antonio Bianchi, architetto italiano
- Marco Bianchi, architetto italiano (Roma - Milano)
- Pietro Bianchi, architetto, ingegnere e archeologo svizzero (Lugano, n. 1787 - Napoli, † 1849)
- Salvatore Bianchi, architetto italiano (Roma, n. 1821 - Roma, † 1884)

## Arcivescovi cattolici(1)
- Ugo Donato Bianchi, arcivescovo cattolico italiano (Pennabilli, n. 1930 - Bologna, † 1999)

## Artisti(1)
- Damaso Bianchi, artista italiano (Bari, n. 1861 - Bari, † 1935)

## Assassini seriali(1)
- Kenneth Bianchi, serial killer statunitense (Rochester, n. 1951)

## Astrofisici(1)
- Stefano Bianchi, astrofisico italiano (Roma, n. 1976)

## Astronomi(2)
- Emilio Bianchi, astronomo italiano (Maderno sul Garda, n. 1875 - Merate, † 1941)
- Giuseppe Bianchi, astronomo italiano (Modena, n. 1791 - † 1866)

## Attori(5)
- Giampiero Bianchi, attore italiano (Varese, n. 1945 - Roma, † 2005)
- Gino Bianchi, attore italiano
- Monty Banks, attore, regista e produttore cinematografico italiano (Cesena, n. 1897 - Arona, † 1950)
- Rodolfo Bianchi, attore, doppiatore e direttore del doppiaggio italiano (Roma, n. 1952)
- Tino Bianchi, attore italiano (San Paolo, n. 1905 - Roma, † 1996)

## Attrici(3)
- Daniela Bianchi, attrice e ex modella italiana (Roma, n. 1942)
- Eleonora Bianchi, attrice italiana (Milano, n. 1942)
- Regina Bianchi, attrice italiana (Lecce, n. 1921 - Roma, † 2013)

## Attrici teatrali(1)
- Brigida Bianchi, attrice teatrale italiana (Venezia, n. 1613 - † 1703)

## Avvocati(2)
- Alessandro Bianchi, avvocato e politico italiano (Piemonte, n. 1813 - Basaluzzo, † 1872)
- Luigi Bianchi, avvocato, dirigente sportivo e calciatore italiano (Milano, n. 1885 - Milano, † 1976)

## Calciatori(25)
- Alessandro Bianchi, ex calciatore italiano (Cervia, n. 1966)
- Alessandro Bianchi, calciatore sammarinese (n. 1989)
- Andrea Bianchi, ex calciatore italiano (Roma, n. 1970)
- Angelo Bianchi, calciatore italiano (Roma, n. 1904)
- Antonio Bianchi, calciatore italiano (Roma, n. 1906)
- Bruno Bianchi, calciatore italiano (Brescia, n. 1910 - Brescia, † 1979)
- Bruno Bianchi, calciatore italiano (Milano, n. 1897)
- Carlo Bianchi, calciatore italiano (San Michele Extra, n. 1914)
- Carlo Bianchi, calciatore italiano
- Carlos Bianchi, ex calciatore, allenatore di calcio e dirigente sportivo argentino (Buenos Aires, n. 1949)
- Craig Bianchi, ex calciatore sudafricano (Città del Capo, n. 1978)
- Ennio Bianchi, calciatore italiano (Lecco, n. 1919 - Monza, † 2005)
- Flavio Bianchi, calciatore italiano (Asti, n. 2000)
- Giovanni Bianchi, calciatore italiano (San Michele Extra, n. 1912)
- Guglielmo Bianchi, calciatore italiano (Livorno, n. 1901 - † 1983)
- Juan Bianchi, calciatore argentino
- Massimo Bianchi, ex calciatore italiano (Piano di Mommio, n. 1956)
- Nicolò Bianchi, calciatore italiano (Como, n. 1992)
- Ottavio Bianchi, ex calciatore e allenatore di calcio italiano (Brescia, n. 1943)
- Pietro Bianchi, calciatore italiano (Milano, n. 1894)
- Pietro Bianchi, calciatore e allenatore di calcio italiano (Bergamo, n. 1897)
- Santiago Bianchi, ex calciatore argentino (Buenos Aires, n. 1983)
- Simone Bianchi, ex calciatore sammarinese (n. 1971)
- Tommaso Bianchi, calciatore italiano (Piombino, n. 1988)
- Walter Bianchi, ex calciatore italiano (Aarau, n. 1963)

## Calciatrici(2)
- Julia Bianchi, calciatrice brasiliana (Xanxerê, n. 1997)
- Laura Bianchi, calciatrice italiana (Treviglio, n. 1993)

## Canottieri(1)
- Rico Bianchi, canottiere svizzero (Chur, n. 1930 - † 2025)

## Cantanti(2)
- Meme Bianchi, cantante italiana (Porto Ceresio, n. 1907 - Milano, † 2000)
- Titti Bianchi, cantante italiana (Parma, n. 1948)

## Cantautori(2)
- Cosmo, cantautore, produttore discografico e disc jockey italiano (Ivrea, n. 1982)
- Peter White, cantautore italiano (Roma, n. 1996)

## Cantautrici(1)
- Gilda, cantautrice argentina (Buenos Aires, n. 1961 - Villa Paranacito, † 1996)

## Cardinali(3)
- Ambrogio Bianchi, cardinale italiano (Cremona, n. 1771 - Roma, † 1856)
- Angelo Bianchi, cardinale e arcivescovo cattolico italiano (Roma, n. 1817 - Roma, † 1897)
- Gerardo Bianchi, cardinale e vescovo cattolico italiano (Gainago - Roma, † 1302)

## Cestisti(7)
- Al Bianchi, cestista, allenatore di pallacanestro e dirigente sportivo statunitense (Long Island, n. 1932 - Phoenix, † 2019)
- Alessandro Bianchi, ex cestista italiano (Brescia, n. 1977)
- Davide Bianchi, ex cestista e allenatore di pallacanestro italiano (Varese, n. 1969)
- Hugo Bianchi, ex cestista uruguaiano (Paysandú, n. 1952)
- Massimo Bianchi, ex cestista e allenatore di pallacanestro italiano (Milano, n. 1955)
- Paolo Bianchi, ex cestista italiano (Milano, n. 1953)
- Pietro Bianchi, ex cestista italiano (Varese, n. 1973)

## Ciclisti su strada(4)
- Mario Bianchi, ciclista su strada italiano (Turate, n. 1905 - Busto Arsizio, † 1973)
- Paolo Bianchi, ciclista su strada italiano (Spinetta Marengo, n. 1908 - Cannes, † 1972)
- René Bianchi, ex ciclista su strada francese (Conflans-sur-Seine, n. 1934)
- Ugo Bianchi, ciclista su strada italiano (Milano, n. 1903)

## Comici(1)
- Bianchi e Pulci, comico italiano (Parma, n. 1969)

## Compositori(4)
- Francesco Bianchi, compositore italiano (Cremona, n. 1752 - Hammersmith, † 1810)
- Gabriele Bianchi, compositore italiano (Verona, n. 1901 - Mirano, † 1974)
- Giovanni Bianchi, compositore italiano (Gorgonzola, n. 1758 - Gorgonzola, † 1829)
- Giulio Cesare Bianchi, compositore italiano (Cremona)

## Conduttori televisivi(1)
- Diego Bianchi, conduttore televisivo e blogger italiano (Roma, n. 1969)

## Critici cinematografici(1)
- Pietro Bianchi, critico cinematografico, critico letterario e giornalista italiano (Roccabianca, n. 1909 - Baiso, † 1976)

## Cuochi(1)
- Marco Bianchi, cuoco e personaggio televisivo italiano (Milano, n. 1978)

## Disegnatori(1)
- Bruno Bianchi, disegnatore e animatore francese (Chartres, n. 1955 - † 2011)

## Doppiatori(1)
- Franco Morgan, doppiatore italiano (Castellanza, n. 1930 - Milano, † 2010)

## Economiste(1)
- Mariastella Bianchi, economista, giornalista e politica italiana (Roma, n. 1969)

## Economisti(1)
- Patrizio Bianchi, economista e politico italiano (Copparo, n. 1952)

## Esploratori(1)
- Gustavo Bianchi, esploratore italiano (Ferrara, n. 1845 - Dancalia, † 1884)

## Fantini(1)
- Antonio Bianchi, fantino italiano (San Giovanni Valdarno, n. 1825 - San Giovanni Valdarno, † 1900)

## Fisici(1)
- Eugenio Bianchi, fisico italiano (Faicchio, n. 1979)

## Fondiste di corsa in montagna‎(1)
- Beatrice Bianchi, fondista di corsa in montagna italiana (n. 1998)

## Fondisti(1)
- Eugenio Bianchi, ex fondista italiano (Erba, n. 1985)

## Fotografe(1)
- Nausicaa Giulia Bianchi, fotografa italiana (Genova, n. 1978)

## Generali(3)
- Augusto Bianchi, generale italiano (Pino sulla Sponda del Lago Maggiore, n. 1867 - Bologna, † 1918)
- Federico Bianchi, generale austriaco (Vienna, n. 1768 - Rohitsch-Sauerbrunn, † 1855)
- Luigi Bianchi, generale e aviatore italiano (Varese, n. 1908 - Roma, † 1997)

## Genetisti(1)
- Angelo Bianchi, genetista italiano (Mezzanino, n. 1926 - Roma, † 2020)

## Geografe(1)
- Adele Bianchi, geografa italiana (Ferrara, n. 1842 - Ferrara)

## Geologi(1)
- Angelo Bianchi, geologo e mineralogista italiano (Casalpusterlengo, n. 1892 - Padova, † 1970)

## Ginnaste(2)
- Giulia Bianchi, ex ginnasta italiana (Tradate, n. 1990)
- Renata Bianchi, ginnasta italiana (Cornigliano, n. 1926 - Cornigliano, † 1966)

## Ginnasti(1)
- Pietro Bianchi, ginnasta italiano (Milano, n. 1888 - Milano, † 1965)

## Giocatori di baseball(1)
- Roberto Bianchi, giocatore di baseball italiano (Milano, n. 1963)

## Giocatori di football americano(1)
- Leandro Bianchi, giocatore di football americano svizzero (n. 2003)

## Giornaliste(1)
- Donatella Bianchi, giornalista, politica e conduttrice televisiva italiana (La Spezia, n. 1963)

## Giornalisti(2)
- Gianfranco Bianchi, giornalista, storico e partigiano italiano (Como, n. 1915 - Milano, † 1992)
- Stefano Maria Bianchi, giornalista e regista italiano (Taranto, n. 1963)

## Giuristi(2)
- Ferdinando Bianchi, giurista italiano (Parma, n. 1854 - Valera, † 1896)
- Francesco Saverio Bianchi, giurista e politico italiano (Piacenza, n. 1827 - Civitavecchia, † 1908)

## Hockeisti su ghiaccio(2)
- Elias Bianchi, hockeista su ghiaccio svizzero (Lugano, n. 1989)
- Mattia Bianchi, ex hockeista su ghiaccio svizzero (Lugano, n. 1984)

## Illustratori(1)
- Simone Bianchi, illustratore italiano (Lucca, n. 1972)

## Imprenditori(1)
- Edoardo Bianchi, imprenditore e inventore italiano (Milano, n. 1865 - Varese, † 1946)

## Ingegneri(3)
- Costantino Bianchi, ingegnere e politico italiano (Brescia, n. 1908 - † 1965)
- Giuseppe Bianchi, ingegnere italiano (Imola, n. 1888 - Milano, † 1969)
- Riccardo Bianchi, ingegnere e dirigente d'azienda italiano (Casale Monferrato, n. 1854 - Torino, † 1936)

## Insegnanti(1)
- Bianca Bianchi, insegnante, politica e scrittrice italiana (Vicchio, n. 1914 - Firenze, † 2000)

## Letterati(1)
- Giovanni Antonio Bianchi, letterato e teologo italiano (Lucca, n. 1686 - Roma, † 1758)

## Liutai(1)
- Nicolò Bianchi, liutaio italiano (Albisola Superiore, n. 1803 - Nizza, † 1880)

## Lottatori(1)
- Ubaldo Bianchi, lottatore italiano (Pistoia, n. 1890 - Alessandria d'Egitto, † 1966)

## Lunghisti(1)
- Simone Bianchi, ex lunghista italiano (Campiglia Marittima, n. 1973)

## Matematici(1)
- Luigi Bianchi, matematico e politico italiano (Parma, n. 1856 - Pisa, † 1928)

## Medici(1)
- Giovanni Bianchi, medico e anatomista italiano (Rimini, n. 1693 - Rimini, † 1775)

## Mezzofondisti(1)
- Francesco Bianchi, mezzofondista italiano (Melegnano, n. 1940 - Milano, † 1977)

## Militari(4)
- Arturo Bianchi, militare italiano (Pavia, n. 1900 - Pavia, † 1945)
- Emilio Bianchi, militare italiano (Sondalo, n. 1912 - Viareggio, † 2015)
- Emilio Bianchi, militare italiano (Ancona, n. 1882 - Hudi Log, † 1917)
- Pietro Bianchi, militare e aviatore italiano (Stradella, n. 1915 - Capo Pula, † 1943)

## Missionari(1)
- Lorenzo Bianchi, missionario e vescovo cattolico italiano (Corteno, n. 1899 - Brescia, † 1983)

## Monaci cristiani(1)
- Enzo Bianchi, monaco cristiano e saggista italiano (Castel Boglione, n. 1943)

## Multipliste(1)
- Carolina Bianchi, multiplista italiana (Lugo, n. 1988)

## Musicisti(3)
- Her Space Holiday, musicista statunitense
- Maurizio Bianchi, musicista italiano (Pomponesco, n. 1955)
- Valentino Bianchi, musicista italiano (Cesena, n. 1974)

## Musicologi(1)
- Lino Bianchi, musicologo italiano (Vedano Olona, n. 1920 - Roma, † 2013)

## Neurologi(1)
- Leonardo Bianchi, neurologo, psichiatra e politico italiano (San Bartolomeo in Galdo, n. 1848 - Napoli, † 1927)

## Nuotatori(2)
- Bruno Bianchi, nuotatore italiano (Trieste, n. 1943 - Brema, † 1966)
- Loris Bianchi, nuotatore sammarinese (Urbino, n. 2001)

## Nuotatrici(2)
- Ilaria Bianchi, nuotatrice italiana (Castel San Pietro Terme, n. 1990)
- Serena Bianchi, nuotatrice artistica italiana (Savona, n. 1974)

## Organari(1)
- Camillo Guglielmo Bianchi, organaro italiano (Lodi, n. 1821 - Novi Ligure, † 1890)

## Partigiane(1)
- Livia Bianchi, partigiana italiana (Melara, n. 1919 - Cima Valsolda, † 1945)

## Partigiani(1)
- Renato Bianchi, partigiano italiano (Milano, n. 1919 - Milano, † 1946)

## Patologi(1)
- Pier Gildo Bianchi, patologo, poeta e conduttore televisivo italiano (Milano, n. 1920 - Milano, † 2006)

## Patrioti(1)
- Ferdinando Bianchi, patriota e presbitero italiano (Bianchi, n. 1797 - Napoli, † 1866)

## Piloti automobilistici(3)
- Jules Bianchi, pilota automobilistico francese (Nizza, n. 1989 - Nizza, † 2015)
- Lucien Bianchi, pilota automobilistico e copilota di rally italiano (Milano, n. 1934 - Le Mans, † 1969)
- Mauro Bianchi, pilota automobilistico italiano (Milano, n. 1937)

## Piloti motociclistici(1)
- Pier Paolo Bianchi, pilota motociclistico italiano (Rimini, n. 1952)

## Pistard(2)
- Bianco Bianchi, pistard e ciclista su strada italiano (Quarrata, n. 1917 - Livorno, † 1997)
- Matteo Bianchi, pistard italiano (Bolzano, n. 2001)

## Pittori(17)
- Amedeo Bianchi, pittore italiano (Badia Polesine, n. 1882 - Venezia, † 1949)
- Andrea Bianchi, pittore italiano
- Baldassarre Bianchi, pittore italiano (Bologna, n. 1612 - Modena, † 1679)
- Carlo Antonio Bianchi, pittore italiano (Pavia, n. 1714)
- Ego Bianchi, pittore e ceramista italiano (Castel Boglione, n. 1914 - Cuneo, † 1957)
- Federico Bianchi, pittore italiano (Milano, n. 1635 - † 1719)
- Francesco Maria Bianchi, pittore italiano (n. 1689 - Velate, † 1757)
- Francesco Bianchi, pittore italiano (Ferrara, n. 1447 - † 1510)
- Gaetano Bianchi, pittore e restauratore italiano (Firenze, n. 1819 - Firenze, † 1892)
- Gerardo Bianchi, pittore italiano (Monza, n. 1845 - Milano, † 1922)
- Isidoro Bianchi, pittore e ingegnere italiano (Campione, n. 1581 - Campione, † 1662)
- Luciano Bianchi Scarella, pittore italiano (Imperia, n. 1922 - † 2017)
- Mosè Bianchi, pittore italiano (Monza, n. 1840 - Monza, † 1904)
- Mosè Bianchi, pittore italiano (Mairago, n. 1836 - Mairago, † 1892)
- Pietro Bianchi, pittore italiano (n. 1694 - † 1740)
- Salvatore Bianchi, pittore italiano (Velate, n. 1653 - Velate, † 1727)
- Virginio Bianchi, pittore italiano (Massarosa, n. 1899 - Massarosa, † 1970)

## Pittrici(1)
- Lucrezia Bianchi, pittrice italiana (Bologna)

## Politiche(2)
- Dorina Bianchi, politica italiana (Pisa, n. 1966)
- Maria Chieco Bianchi, politica italiana (Fasano, n. 1904 - Bari, † 1995)

## Politici(15)
- Aldo Bianchi, politico italiano (Monte Grimano Terme, n. 1924 - † 1993)
- Alessandro Bianchi, politico e urbanista italiano (Roma, n. 1945)
- Alessandro Bianchi, politico italiano (Oliena, n. 1965)
- Alessandro Bianchi, politico italiano (Oneglia, n. 1822 - Torino, † 1875)
- Alfredo Bianchi, politico e sindacalista italiano (Lucca, n. 1929 - † 1993)
- Camillo Bianchi, politico e imprenditore francese (Parigi, n. 1847 - Beaulieu-sur-Mer, † 1927)
- Celestino Bianchi, politico e giornalista italiano (Marradi, n. 1817 - Firenze, † 1885)
- Fortunato Bianchi, politico italiano (Cava Manara, n. 1922 - † 1993)
- Gerardo Bianchi, politico e sindacalista italiano (Pistoia, n. 1905 - † 1997)
- Giovanni Bianchi, politico italiano (Sesto San Giovanni, n. 1939 - Sesto San Giovanni, † 2017)
- Giulio Bianchi, politico italiano (Milano, n. 1840 - Roma, † 1898)
- Matteo Luigi Bianchi, politico italiano (Milano, n. 1979)
- Michele Bianchi, politico, sindacalista e giornalista italiano (Belmonte Calabro, n. 1883 - Roma, † 1930)
- Nicola Bianchi, politico italiano (Sassari, n. 1980)
- Nicomede Bianchi, politico, patriota e storico italiano (Reggio nell'Emilia, n. 1818 - Torino, † 1886)

## Presbiteri(2)
- Francesco Saverio Maria Bianchi, presbitero italiano (Arpino, n. 1743 - Napoli, † 1815)
- Luisito Bianchi, presbitero, missionario e romanziere italiano (Vescovato, n. 1927 - Melegnano, † 2012)

## Produttori discografici(1)
- Rodolfo Bianchi, produttore discografico, musicista e tecnico del suono italiano (Figline Valdarno, n. 1944)

## Registi(5)
- Adelchi Bianchi, regista e sceneggiatore italiano (Roma, n. 1918 - Roma, † 1968)
- Andrea Bianchi, regista italiano (Castel Gandolfo, n. 1925 - Nizza, † 2013)
- Giorgio Bianchi, regista, sceneggiatore e attore italiano (Roma, n. 1904 - Roma, † 1967)
- Mario Bianchi, regista italiano (Roma, n. 1939 - Roma, † 2022)
- Mario Bianchi, regista televisivo italiano (Casale Monferrato, n. 1948)

## Religiosi(3)
- Giacinto Bianchi, religioso e missionario italiano (Villa Pasquali, n. 1835 - Villa Pasquali, † 1914)
- Giulio Cesare Bianchi, religioso e letterato italiano (Cento, n. 1590 - Cento, † 1661)
- Italo Bianchi, religioso e compositore italiano (Castelnuovo di Garfagnana, n. 1936 - Castelnuovo di Garfagnana, † 2023)

## Scacchisti(1)
- Sergio Bianchi, scacchista italiano (n. 1920 - Firenze, † 1978)

## Schermidori(1)
- Guillaume Bianchi, schermidore italiano (Roma, n. 1997)

## Sciatori alpini(1)
- Patrice Bianchi, ex sciatore alpino francese (Bourg-Saint-Maurice, n. 1969)

## Scrittori(4)
- Matteo B. Bianchi, scrittore e autore televisivo italiano (Locate di Triulzi, n. 1966)
- Paolo Bianchi, scrittore, giornalista e traduttore italiano (Biella, n. 1964)
- Stefano Isidoro Bianchi, scrittore e critico musicale italiano (Cortona, n. 1961)
- Tony Bianchi, scrittore britannico (North Shields, n. 1952 - Cardiff, † 2017)

## Scultrici(1)
- Rachele Bianchi, scultrice e disegnatrice italiana (Milano, n. 1925 - Milano, † 2018)

## Sindacalisti(1)
- Bruno Bianchi, sindacalista e politico italiano (Suzzara, n. 1909 - Roma, † 1986)

## Sollevatori(1)
- Pietro Bianchi, sollevatore italiano (Genova, n. 1895 - Genova, † 1962)

## Stiliste(1)
- Miuccia Prada, stilista e imprenditrice italiana (Milano, n. 1948)

## Stilisti(1)
- Luigi Bianchi, stilista italiano (Marcaria, n. 1882 - † 1971)

## Storiche dell'arte(1)
- Lidia Bianchi, storica dell'arte, museologa e funzionaria italiana (Bologna, n. 1912 - Sant'Omero, † 1998)

## Storici(1)
- Giuseppe Bianchi, storico, abate e presbitero italiano (Codroipo, n. 1789 - Udine, † 1868)

## Storici della filosofia(1)
- Luca Maria Bianchi, storico della filosofia, saggista e medievista italiano (Milano, n. 1957)

## Storici delle religioni(1)
- Ugo Bianchi, storico delle religioni italiano (Cavriglia, n. 1922 - Firenzuola, † 1995)

## Tenori(3)
- Adamo Bianchi, tenore italiano (Bergamo, n. 1764 - Bergamo, † 1836)
- Eliodoro Bianchi, tenore italiano (Cividate al Piano, n. 1773 - Palazzolo sull'Oglio, † 1848)
- Giuseppe Bianchi, tenore e musicista italiano

## Teologi(1)
- Antonio Maria Bianchi, teologo e filosofo italiano (Venezia, n. 1630 - Padova, † 1694)

## Velisti(1)
- Bruno Bianchi, velista italiano (Genova, n. 1904 - Genova, † 1988)

## Velocisti(1)
- Bruno Bianchi, ex velocista italiano (Genova, n. 1939)

## Vescovi cattolici(3)
- Giovanni Bianchi, vescovo cattolico italiano (Firenze, n. 1918 - Collevalenza, † 2003)
- Mansueto Bianchi, vescovo cattolico italiano (Lucca, n. 1949 - Roma, † 2016)
- Raimondo Bianchi, vescovo cattolico italiano (Velate - Brescia, † 1362)

## Veterinari(1)
- Angelo Bianchi, veterinario e agronomo italiano (Terranova dei Passerini, n. 1905 - Roma, † 1960)

## Violisti(1)
- Luigi Alberto Bianchi, violista e violinista italiano (Rimini, n. 1945 - Roma, † 2018)